# Sector hidrogeológico de aprovechamiento común

Esquema del método para la definición de un SHAC.

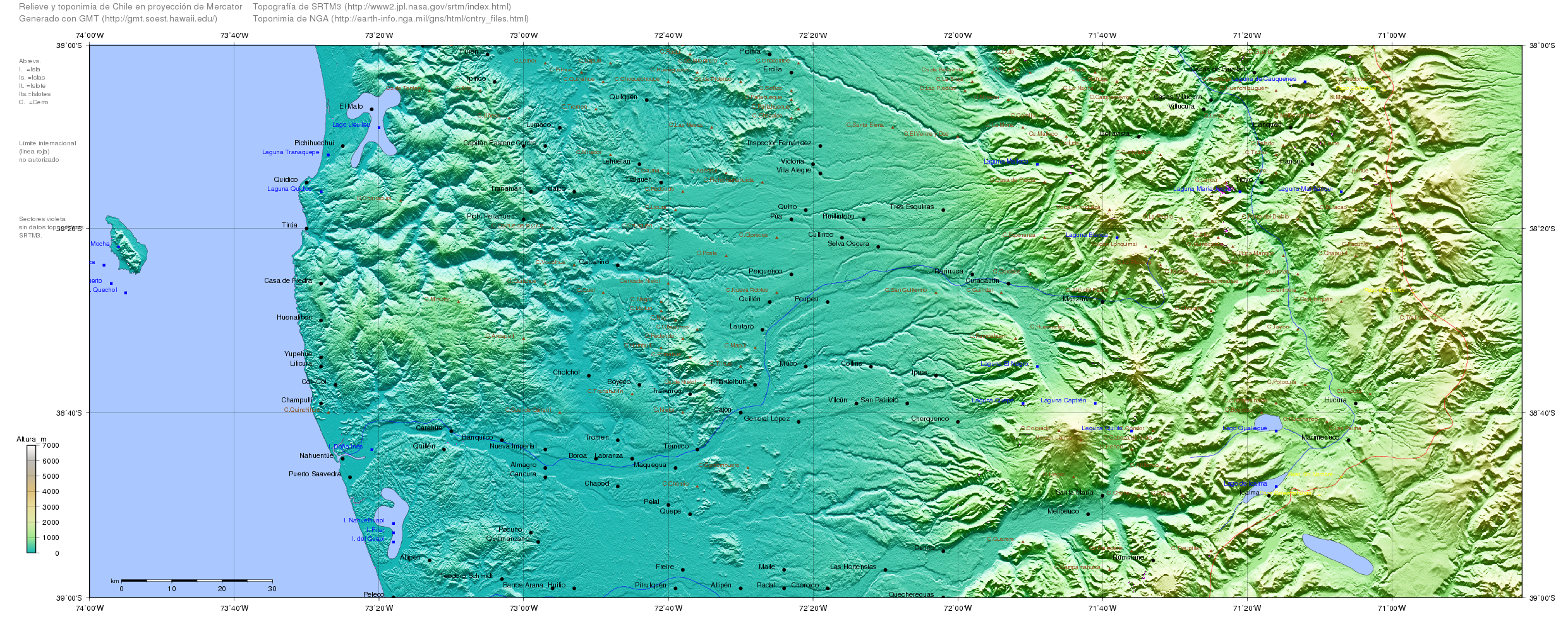
Raster Misión topográfica Radar Shuttle (SRTM) de la zona de Temuco, obtenida de mediciones satelitales.

Red de drenaje en torno a Temuco (río Imperial) obtenida por medio de algoritmos y de los datos SRTM.

Acuíferos en la cuenca del río Imperial, según shapefile 2022.

Un sector hidrogeológico de aprovechamiento común, abreviado SHAC, es un espacio natural de almacenamiento subterráneo de agua definido en el Reglamento de Aguas Subterráneas (Decreto Nº203 de 2013) de Chile de la siguiente forma:  “el acuífero o parte de un acuífero cuyas características hidrológicas espaciales y temporales permiten una delimitación para efectos de su evaluación hidrogeológica o gestión en forma independiente”.: 13 
Puede ser visto como el límite administrativo de un acuífero que permite una reducción temporal del derecho de aprovechamiento de aguas y la restricción o prohibición de su uso.

## Necesidad de un marco legal
El creciente agotamiento de los recursos superficiales de agua en las últimas décadas ha dirigido la búsqueda de más recursos hacia las aguas subterráneas y con ello al establecimiento de criterios y leyes que regulen su uso. Con ese fin, la Dirección General de Aguas propuso en un informe técnico una "Metodología para la delimitación y sectorización de acuíferos a nivel nacional" (S.I.T. N° 341 del año 2014), que asegurase una delimitación geográfica y espacial "objetiva, científica y de aplicación institucional desde el punto de vista de la administración de los recursos hídricos" para avanzar en el establecimiento de un marco legal que regule el uso de los escasos recursos de agua.

## Método
Para ello se estudió la experiencia europea, en especial la española, que diferencia entre "acuífero" (estrato o estratos geológicos de suficiente porosidad y permeabilidad que admiten flujos importantes o extracciones significativas de agua subterránea) y "aguas subterráneas".: 36  También se analizó el marco legal existente en Chile: 41  y la disponibilidad de información cartográfica y sus deficiencias.: 45  Otra complejidad aparece al considerar los tipos de estratos geológicos que almacenan agua, por cierto zonas de rellenos sedimentarios o sectores unidades de roca.: 46  Estos y otros factores son utilizables con mayor o menor éxito para la delimitación de los SHAC.
Mientras menor sea el área a determinar, mayor debe ser la precisión de los datos disponibles. Para un área como la del río Maipo la escala debe ser de 1:750000. Para un sector como el del estero Tapihue se necesita una escala de 1:40000, pero el formato del papel también debe ser considerado.

### Sectorización
El área estudiada, sectorizada preliminarmente, dividida según criterios de hidrología superficial, constituye una base para la sectorización acuífera de mayor detalle, donde se
incorporarán los criterios hidrogeológicos que son la geología, geofísica, las estratigrafías, los parámetros elásticos (pruebas de bombeo) y las captaciones se agua subterránea existentes. 
Una vez alcanzado un entendimiento adecuado del funcionamiento de los escurrimientos superficiales, los cauces naturales, lagos, lagunas y descarga al mar se eligen las divisiones adecuadas que minimizen las dependencias mutuas.: 65 

### Vínculos
Se deben identificar, describir o parametrizar los caudales pasantes, extracción de caudal y la influencia de estos en la salinidad, contaminación u otra característica del agua.

## Resultados a entregar
Para el uso oficial de la definición de SHAC, se deben entregar los resultados del estudio en forma que puedan ser transmitidos a los prácticos del sistema. Para ello se utilizan shapefiles, que son archivos con información digitalizada que es interpretada por software especializado y que muestra al usuario visualmente contornos, ubicación, diferencias etc. en el área de aplicación. Se puede simplificar con "mapa".
1. Rectángulo envolvente de cuenca o zona de interés.
2. Límite de cuenca o zona de interés.
3. Mapa con los principales cauces en el área de estudio. Se refiere a los cauces más importantes tal como aparecen en la cartografía del Instituto Geográfico Militar de Chile o Google Earth.
4. Mapa con curvas de nivel índices, cada 100 m, a lo menos.
5. Mapa con los caminos del área de interés.
6. Mapa de polígonos con los contornos de las principales ciudades o localidades ubicadas en el área de interés.
7. Mapa con curvas de nivel cada ∆z m, con ∆z entre 5 y 25 m.
8. Mapa de la red drenaje.
9. Mapa de polígonos con los contornos de los sectores o subcuencas preliminares.
10. Mapa de polígonos que describe las unidades geológicas de superficie.
11. Mapa de líneas y puntos que incluye los perfiles y las estaciones geofísicas medidas.
12. Mapa de puntos con las ubicaciones de las captaciones que cuentan con descripciones estratigráficas.
13. Mapa que muestre espesores de relleno en una malla cuadriculada
14. Mapa de malla cuadriculada con los valores de transmisibilidad, permeabilidad o almacenamiento estimados en función de datos de pruebas de bombeo.
15. Mapa de malla cuadriculada con los valores de transmisibilidades en m2/d (T).
16. Mapa con las ubicaciones de las captaciones. Debe incluir los datos que se dispongan de niveles y otras variables como caudales, diámetros, profundidades, etc.
17. Mapa de polilíneas con las curvas isofreáticas generadas con los datos puntuales de niveles estáticos.
18. Mapa de polígonos con los contornos de los sectores acuíferos definitivos.
19. Mapa de puntos con las ubicaciones de los puntos en los que se han extraído muestras de agua para su posterior análisis de laboratorio.
20. Mapa de polígonos con los contornos de zonas ambientalmente sensibles (lagunas, vegas, bofedales, etc.)
21. Mapa de polígonos, líneas o puntos con la ubicación geográfica de las áreas, secciones o ubicaciones vinculantes entre sectores acuíferos. Por ejemplo, para sectores en serie, la sección vinculante es la salida subterránea del sector ubicado más hacia aguas arriba que coincide con la entrada subterránea del que se encuentra aguas abajo de éste.

## Aplicación
Al añ0 2019 habían 375 sectores hidrogeológicos de aprovechamiento común definidos en Chile, entre los cuales 146 fueron declarados zonas de restricción y 26 de prohibición.
En una publicación de 2015 se indican las siguientes razones para la declaración de restricción o prohibición  de uso de un SHAC:: 4–31 
- Riesgo de disminución de los niveles que afectaría a los derechos concedidos;
- La extracción sea superior a la recarga;
- La extracción causará en 50 años una disminución superior al 5% en el volumen almacenado;
- La extracción causará una disminución de más del 10% en del caudal asociado al caudal con probabilidad de excedencia de un 85% en los cauces superficiales;
- La extracción afecta a otros SHACs;
- Riesgo de desplazamiento de aguas contaminadas o coorrimiento de la interfaz agua dulce-salada.